# Essunga (comuna)
Essunga (em sueco: Essungas kommun) é uma comuna da Suécia localizada no condado da Gotalândia Ocidental. Sua capital é a cidade de Nossebro. Possui 235 quilômetros quadrados e segundo censo de 2018, havia 5 671 pessoas.